# SS Wilhelm Krag (1899)
Wilhelm Krag é um dos quatro navios afundados na costa algarvia ao largo da Praia da Luz a 24 de Abril de 1917, pelo submarino alemão SM U-35 em plena Primeira Guerra Mundial.
O ponto de mergulho conhecido como Vapor da Luz (Wilhelm Krag), estão os destroços de um grande barco a vapor que se encontra, entre os 34 e os 36 metros, mas nas partes mais altas sobe até aos 29 m.
Este é igualmente um local com bastante fauna marinha, pois os destroços servem de abrigo a várias espécies e é, segundo os especialistas um dos melhores naufrágios existentes no Algarve.
O submarino Alemão SM U-35, comandado pelo comandante Lothar von Arnauld de la Perière, perseguiu e afundou no litoral do Algarve dois cargueiros dinamarqueses Wilhelm Krag e Nordsoen, outro norueguês o Torvore, e ainda uma embarcação francesa o Bienaimé Prof. Luigi, todos localizados no barlavento algarvio.